# Psammodromus hispanicus
La lagartija cenicienta (Psammodromus hispanicus) es una especie de lagartija en la familia Lacertidae, propia de Francia, Portugal y España.
Sus hábitats son zonas con vegetación arbustiva mediterránea, pastizales templados, áreas costeras arenosas, tierra arable, pasturas y jardines rurales.
Está amenazada por pérdida de hábitat.

## Características
Sus huevos miden 9 x 6 a 13 x 8 mm; la joven postura de 20-25 mm de largo, pudiendo alcanzar 5 cm de largo, su talla es de 1,5 su cuerpo, su máximo corporal es de 15 cm. Son delgados y alargados. Tiene cabeza puntuda, y cola muy larga, tienen escamas. Su coloración varía entre el pardo y el ceniciento con dos rayas longitudinales de un color amarillento a cada lado junto con manchas pardas y negras. Son pardos oscuros, oliva pardo o rojo muy oscuro. Su trompa es amarillenta. La hembra es más grande en primavera por sus huevos.
Al igual que las lagartijas colilarga y colirroja al ser capturadas emiten sonidos agudos fácilmente audibles.
Se caracterizan, como el resto de los psammodromus, por las escamas carenadas en lomo y costados.

## Taxonomía
Fue descrita por Fitzinger en 1826. Su nombre científico Psammodromus hispanicus; Psammodromus del idioma griego significa "Psammos" (arena) y "Dromos" (corredor) así: "Corredor de la arena"; hispanicus del latín "de Hispania" (el nombre romano de la península ibérica).
Se reconocen dos subespecies válidas:
- P. h. hispanicus - de la península ibérica
- P. h. edwarsianus - de Provenza

## Biología

### Dieta
Se alimentan principalmente de artrópodos, teniendo las arañas una presencia muy significativa en su dieta.

### Hábitos defensivos
Si se lo molesta, se esconde huyendo a vegetación densa. Si se los captura, muerden.

### Reproducción
Se reproducen tras salir de su hibernación en primavera. Después de sólo pocas semanas pone 2-8 huevos, debajo de heno, o de pilas de ramas. Se incuban por 8 semanas. La hembra puede poner 2 puestas.

### Madurez sexual, expectativa de vida
Vive solo 2-3 años, y muchos mueren después de la primera temporada de apareamiento; alcanzando su madurez sexual en su primer año.

### Hábitos
Son activos de día. Suelen pasar corriendo entre grupos de vegetación.

## Ecología
Se hallan hasta 1.500 m s. n. m., en áreas secas y abiertas del Mediterráneo.
Son predados por muchas especies: aves, insectos grandes, víboras, mamíferos.